# Hirtaeschopalaea
Hirtaeschopalaea is een kevergeslacht uit de familie van de boktorren (Cerambycidae). De wetenschappelijke naam van het geslacht werd voor het eerst geldig gepubliceerd in 1925 door Pic.

## Soorten
Hirtaeschopalaea omvat de volgende soorten:
- Hirtaeschopalaea albolineata Pic, 1925
- Hirtaeschopalaea borneensis Breuning, 1963
- Hirtaeschopalaea celebensis Breuning, 1968
- Hirtaeschopalaea dorsana Holzschuh, 1999
- Hirtaeschopalaea fasciculata Breuning, 1938
- Hirtaeschopalaea nubila Matsushita, 1933
- Hirtaeschopalaea robusta Breuning, 1938